# 商標
商標（しょうひょう、英: trademark）とは、商品や役務の提供者（事業者）が、提供元（出所）を他者と区別するために使用する標識をいう。
法域にもよるが、商品についてはトレードマーク（™）、役務についてはサービスマーク（℠）などと呼ばれることもある。

## 概要
商品や役務を提供される需要者が、商品や役務の提供者を認知するための文字、図形、記号、立体的形状、色彩、音などの標識で、14世紀の法学者バルトールスが紋章法と併せて発案した概念である。
商品や役務の提供者が、商品の販売時に商品や包装、役務の提供に使用される物や電磁的な映像面などに商標を付すと、需要者は商標により出所を認識して選択できる。商品や役務の提供を一定以上の質で継続すると、商標は広範の需要者から認知が高まるとともに信用度が向上して財産的価値が生じ、特許権や著作権などと同様に知的財産権として条約や法律で保護される。優れた商標は産業の発展と需要者の利益に資する。

## 制度
出願時の審査、アメリカなどの先使用主義、日本やヨーロッパなどの先願主義、など各国や地域で異なる。商標の保護を求める国に直接出願するか、マドリッド協定議定書による国際出願をしない限り、保護の対象は国内に限定され、国際出願をした場合も、原則として保護を求める国で審査を受ける必要がある。

## 種類
商品の商標はトレードマーク、役務の商標はサービスマークなどと称される。視覚により伝達される文字、図形、記号など平面的なものや、商品や看板などの特徴的な立体形状のほかに、音響、匂い、味、手触りなど需要者が特徴を覚知すれば機能を発揮する。

## 機能
商品やサービスに付される目印を保護し、それらの出所を明示し、品質を保証し、広告機能を持たせることで、商標を使用する者の業務上の信用を保護して産業の発展を図ると同時に、需要者の利益を保護する。

## 商標であることの表示
法域によっては、商標であることを示すために商標マークや登録商標マークの表示が求められることがある。
アメリカにおいてはこれらのマークの使用が法定されている。特に登録商標マーク（®）は、中国が2002年8月3日に中華人民共和国商標法実施条例37条2項で公布するなど広く世界で用いられている。
日本の商標制度においては、商標法施行規則17条で「登録商標」の文字と登録番号で登録商標を表示すると定めるのみであり、登録商標マークについて定めはない。
有形の商品に表示を行う際は本体や包装に商標を付すことが多い。無形の役務について表示を行う場合は、役務を提供する店舗や車両などの設備に表示する、ウェブサイトなどの画面に出力する、役務の提供に伴って販売または貸与する有形の商品に商標を付すなどの方法が取られることが多い。
| 目的     | 表記                         |
| -------- | ---------------------------- |
| 商標     | - trade mark - TM            |
| 役務商標 | - service mark - SM          |
| 登録商標 | - registered trademark - (R) |

## 商標的使用
一般的に、他人の商標が使用されても、それが「商標的使用」でなければ商標の効力は働かない。商標的使用とは、自他商品識別機能または出所表示機能を発揮する態様での使用をいう。例えば、単なる説明文における使用やデザイン上の形式的な表示などは商標的使用ではないとされる。
例として株価指数の『S&P500』は『S&P ダウ・ジョーンズ・インデックス』社の登録商標である。そのため、その指数に連動した投資信託の商品名として「〇〇S&P500」等として販売することは商標的使用である。しかし、投資信託の商品説明として「S&P500に連動した商品」と記述することは商標的使用ではない。

## 財産としての商標
商標は財産としての価値があり売買や差押の対象となっている。
- 2010年、YOZANが有していた『着メロ』の商標権が都税の滞納により差し押さえられ、東京都主税局によりYahoo! オークションに出品されビジュアルアーツに落札された[5]。
- 2019年には、韓国での訴訟の結果、三菱重工業が韓国内で有していた登録商標2件が差し押さえられた[6]。
- 第二次世界大戦でドイツが敗北したため、戦前に日本でドイツ商社が登録していた商標権は、連合国軍最高司令官総司令部が戦後賠償財産として接収、所有することとなった。1950年、日本の商社がボッシュ社の機械を輸入しようとしたところ、商標法に違反するものとして問題となった[7]。

## 備考
- ◯◯は◯◯さんのトレードマーク - 人の象徴する事柄に対しての表現。交流関係の人から芸能人など著名人に対して使われる。
- 商標バレ - 公開前の作品のタイトルを商標登録するとその名称が漏洩する問題[8]。
- S&P 500 - アメリカの代表的な株価指数の登録商標であるが、その指数を利用したインデックスファンドなどの商品の通称として誤用されている。